# Jean Vallée (cantante)
Jean Vallée, all'anagrafe Paul George M.L. Goeders (Verviers, 2 ottobre 1941 – Clermont-sur-Berwinne, 12 marzo 2014), è stato un cantante, compositore e paroliere belga, professionalmente in attività a partire dalla seconda metà degli anni sessanta.
Nel corso della sua carriera, pubblicò una decina di album e rappresentò per due volte (1970 e 1978) il suo Paese all'Eurovision Song Contest, conquistando il secondo posto nel 1978.
Tra le canzoni di maggiore successo da lui scritte figurano Divine, Viens l'oublier, L'amour e La vague (interpretata da Nana Mouskouri).
Fu decorato con la medaglia di cavaliere dell'ordine della Corona.

## Biografia
(Juliette Gréco)

### Morte
Jean Vallée muore di cancro la mattina di mercoledì 12 marzo 2014 a Clermont-sur-Berwinne (comune di Thimister-Clermont), all'età di 72 anni.

## Discografia

### Album
- 1969 : Dites moi non
- 1969 : Viens l'oublier
- 1973 : Jean Vallée
- 1975 : Entre nous
- 1977 : Divine
- 1978 : L'Amour ça fait chanter la vie (raccolta)
- 1981 : Amoureux encore une fois
- 1989 : Fou d'amour
- 1993 : Ses plus belles chansons (raccolta)
- 2001 : Airs de vie
- 2007 : Sur ma vie

### EP
- 1966 : 1re série : C'est la vie
- 1966 : 2e série : Le grand Manitou
- 1967 : 3e série : Adieu
- 1967 : Arrêtez, arrêtez
- 1967 : Belle Angèle

### Singoli
- 1967 : Adieu
- 1968 : Les fous d'amour
- 1968 : N'auriez-vous pas un peu de temps
- 1969 : Je te suivrai jusqu'à l'amour
- 1970 : Viens l'oublier
- 1971 : C'est bon de vivre
- 1972 : Les enfants de l'erreur
- 1973 : Le pour et le contre
- 1973 : Vivre un jour ma vie sans toi
- 1975 : Des mots simples
- 1976 : La fille d'en face
- 1978 : L'amour ça fait chanter la vie
- 1979 : Arrive moi
- 1979 : Je vais, je viens
- 1980 : Je pars, je pars
- 1981 : Un vieux singe dans un coin d'sa tête
- 1982 : La bonne étoile
- 1983 : M'oublie pas
- 1984 : La grenouille
- 1989 : Y'a des jours comme ci

## Programmi televisivi
- La bonne étoile

## Onorificenze
- 1999: Medaglia di Cavaliere dell'Ordine della Corona[1][2][6]